# Mimosa neptunioides
Mimosa neptunioides là một loài thực vật có hoa trong họ Đậu. Loài này được Harms miêu tả khoa học đầu tiên năm 1898.